# لعزيب (ازكاغن الدير العليا)
لعزيب هو دُوَّار يقع بجماعة دار الحمراء، إقليم صفرو، جهة فاس مكناس في المملكة المغربية. ينتمي الدوّار لمشيخة ازكاغن الدير العليا التي تضم 5 دواوير. يقدر عدد سكانه بـ 518 نسمة حسب الإحصاء الرسمي للسكان والسكنى لسنة 2004.

## روابط خارجية
- البوابة الوطنية للجماعات الترابية نسخة محفوظة 12 مارس 2018 على موقع واي باك مشين.
- المندوبية السامية للتخطيط